# قمطوليات
القُمْطوليَّات (الاسم العلمي: Comatulida)، رتبة حيوانات بحرية من زنابق البحر وتعرف أنواعه باسم النجوم الريشية. تعيش القمطوليات في قاع البحر وعلى الشعاب المرجانية في المياه الاستوائية والمعتدلة.